# Claudio Ferrucci
Claudio Ferrucci (Campli, 2 novembre 1928 – 22 marzo 1983) è stato un politico italiano.

## Biografia
Consigliere provinciale a Teramo, è stato eletto senatore per tre legislature nelle file del Partito Comunista Italiano, a partire dal 1972. Muore a 54 anni, a pochi mesi prima della fine dell'ottava legislatura, nel marzo 1983, e venne sostituito a Palazzo Madama da Bernardino Alvaro Jovannitti.